# ノイリン
ノイリン(Neurine)は、卵黄、脳、胆汁、死体等に含まれるアルカロイドである。コリンの脱水反応で生体組織が腐敗する際に形成される。毒性があるシロップ状の液体で、魚臭がする。
ノイリンは、窒素原子に3つのメチル基と1つのビニル基が結合した第四級アンモニウムカチオンである。アセチレンをトリメチルアミンと反応させて合成される。不安定であり、容易に分解してトリメチルアミンを生じる。